# The Clonus Horror
The Clonus Horror è un film statunitense del 1979 diretto da Robert S. Fiveson.
Il film è noto anche con il titolo Parts: The Clonus Horror.

## Trama
Clonus è un isolato complesso desertico, dove vengono allevati cloni per essere usati come pezzi di ricambio per l'élite, incluso un futuro presidente eletto Jeff Knight. I cloni sono tenuti isolati dal mondo reale dai lavoratori della colonia, ma viene promesso che verranno accettati per trasferirsi in America dopo aver completato un qualche tipo di allenamento fisico. Dopo che un gruppo di cloni viene scelto per andare in America, viene data una festa d'addio con i loro compagni cloni. I cloni scelti vengono quindi portati in un laboratorio dove vengono sedati e posti in un sacchetto di plastica ermetico e i loro corpi vengono congelati per preservare i loro organi per il raccolto.
Il clone Richard inizia a mettere in discussione le circostanze della sua esistenza e alla fine fugge dalla colonia. Inseguito dalle guardie, Richard entra in una città vicina. Il clone viene trovato da un giornalista in pensione, Jake Noble, che lo porta dal suo sponsor Richard Knight, che sembra essere il fratello di Jeff Knight. I due discutono su cosa fare con il clone, che si rivela essere una copia che Jeff aveva segretamente creato per se stesso.
Dopo un litigio, il clone di Richard torna nella colonia per riunirsi con la sua amata, Lena.  Il clone scopre che Lena è stata lobotomizzata da coloro che gestiscono la colonia. Una volta che lo hanno in custodia, lo uccidono e lo congelano. Nel frattempo, Clonus completa il suo insabbiamento assumendo teppisti per uccidere Richard Knight, suo figlio e i Noble. Jeff Knight viene pugnalato al petto nella conseguente lotta con suo fratello, ma sembra stare bene il giorno successivo in una conferenza stampa, dove è sbalordito nello scoprire che Noble, prima della sua morte, era riuscito a diffondere un nastro segreto ai media, esponendo il progetto Clonus. L'inquadratura finale mostra il cadavere congelato di Richard con il petto aperto e una lacrima che gli esce dall'occhio.

## Casi mediatici
I creatori del film The Clonus Horror, anch'esso riguardante la clonazione umana a scopo di trapianto, querelarono la DreamWorks per violazione del copyright nel 2005 per il film The Island. La Dreamworks tentò di far archiviare la causa ma questa fu accettata in giudizio dal giudice federale in quanto furono evidenziati 103 punti di indiscutibile similarità, attualmente non accessibili in quanto negli atti secretati del processo.
Nel 2006 la Dreamworks decise di patteggiare fuori dalle aule del tribunale concordando alla controparte una somma non resa pubblica.